# Acygnatha terminalis
Acygnatha terminalis là một loài bướm đêm trong họ Noctuidae.